# Frisky Tom
Frisky Tom ist ein Arcade-Spiel des Genres Actionspiel aus dem Jahr 1981, das 1983 auch für den Atari 5200 von Nichibutsu hergestellt wurde.  Das Ziel des Spiels ist es, für genügend Wasser einer Dusche zu sorgen, indem die Spielfigur in einem Netzwerk Rohrleitungen entlangkrabbelt und sie so verbunden hält. Verschiedene Arten von Mäusen sind die Gegner im Spiel, die versuchen, den Spieler (im Spiel Tom genannt) durch das Zerstören von Leitungen zu behindern.

## Portierungen
- Atari 5200 (1983)
- SNES, 1995 (Kompilation)
- Game Boy
- Handheld-Spiele von Bandai
- PlayStation (2002)